# Szynkielew
Szynkielew – wieś w Polsce położona w województwie łódzkim, w powiecie pabianickim, w gminie Pabianice. Zachodnia granica wsi przebiega wzdłuż Dobrzynki. 

Wieś ma charakter wielodrożnicy i dzieli się na:
- Szynkielew I
- Szynkielew II
- Szynkielew III
- Osada Pliszka

Dawne nazwy wsi to: Szynkielow, Sekielow oraz Mała Górka.
Prywatna wieś duchowna Górka Mała czyli Siękielew położona była w drugiej połowie XVI wieku w powiecie szadkowskim województwa sieradzkiego, własność krakowskiej kapituły katedralnej. W latach 1975–1998 miejscowość należała administracyjnie do ówczesnego województwa łódzkiego.
We wsi nieczynny młyn wodno-elektryczny na Dobrzynce zbudowany w okresie międzywojennym.
Miejscowość jest włączona do sieci komunikacji autobusowej MZK Pabianice (linie 260, 261).
Przez miejscowość, również przebiegają linie autobusowe Kris-Tour (linie 3, 4)

## Galeria

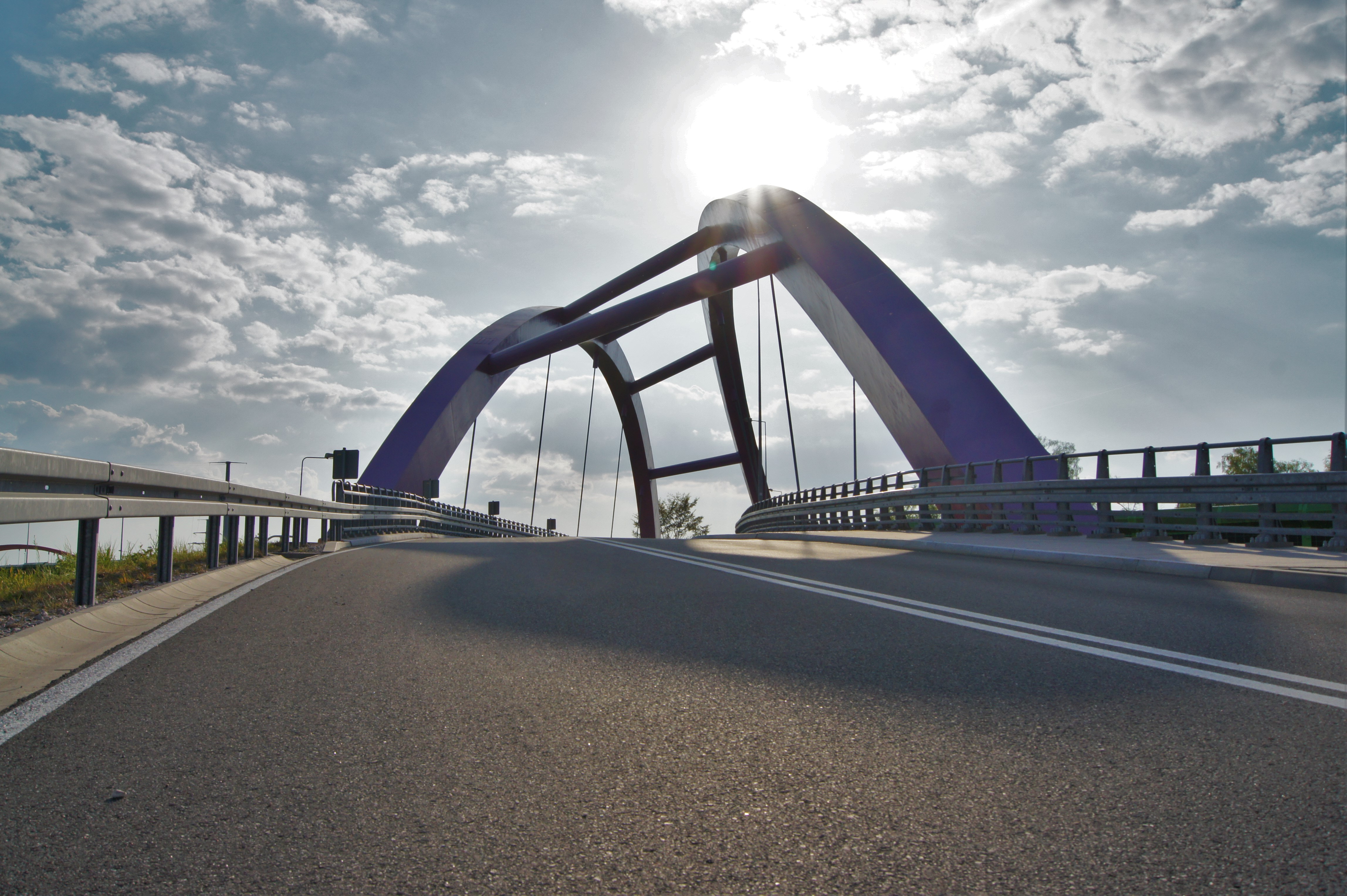
"Błędnik" – wiadukt nad drogą ekspresową S14